# Zdobnatka lipová

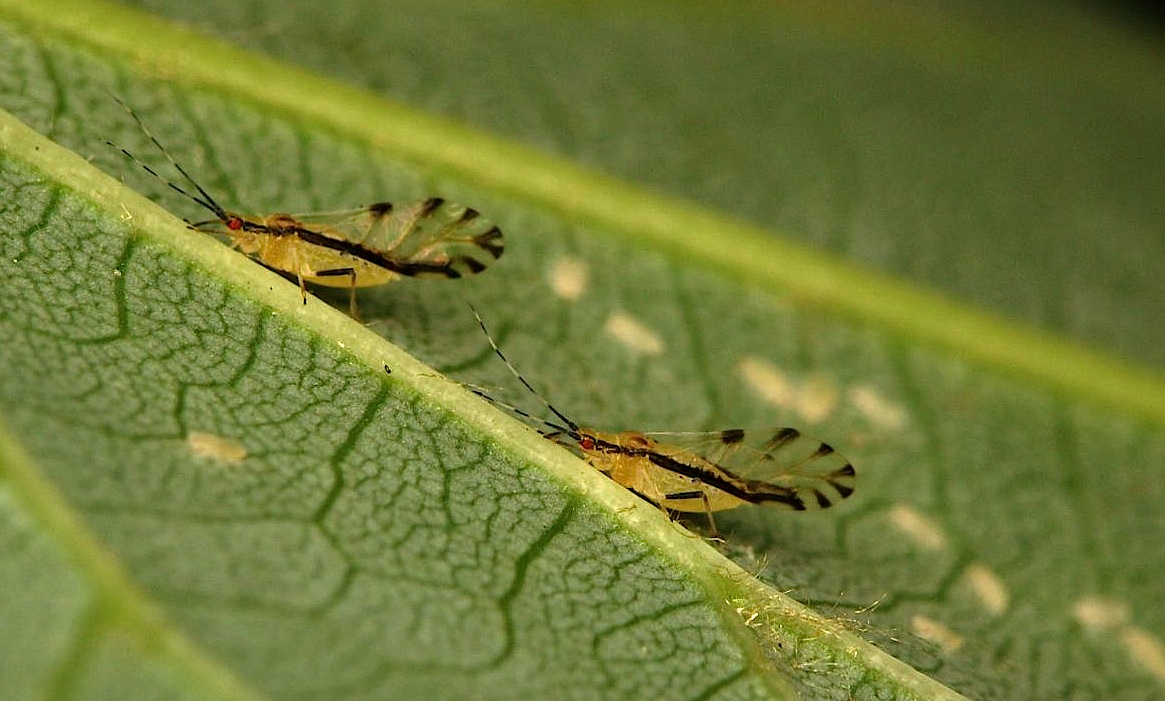
Zdobnatka lipová – Eucallipterus tiliae

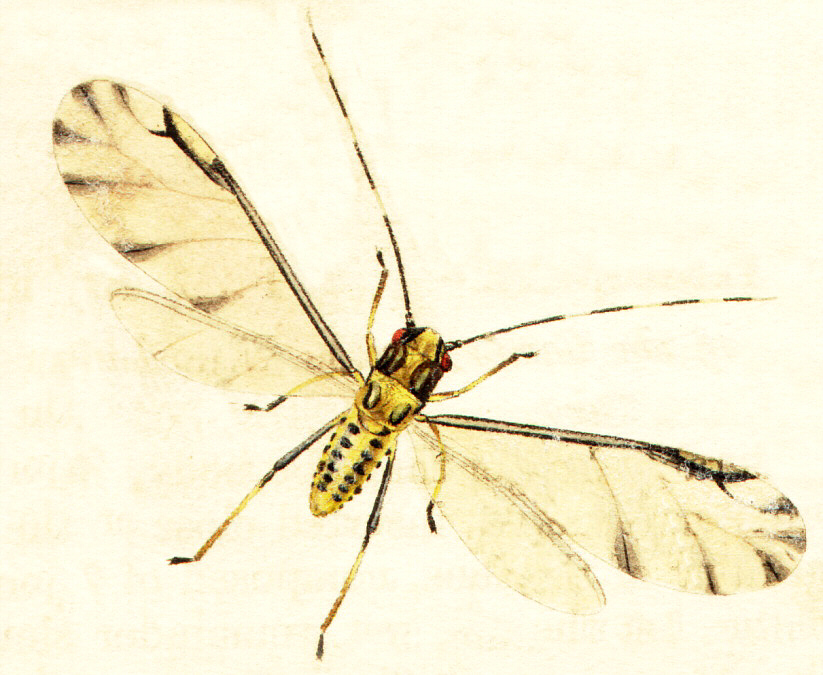
Detail Zdobnatky lipové

Zdobnatka lipová (Eucallipterus tiliae) je druh mšice, která se vyskytuje na listech stromů rodu lípa (Tilia). Jedná se o jediného zástupce hmyzu rodu Eucallipterus v Evropě. Druh byl dovezen i do Severní Ameriky a vyskytuje se po celém světě všude tam, kde se vyskytují druhy rodu Tilia. Její tělo má žlutou barvu s charakteristickou černou kresbou. Na předním okraji křídel má tlustý tmavý pruh a na zadním okraji výraznou černou skvrnu.

## Morfologie
Délka těla zdobnatky lipové se pohybuje od 2,8 do 3,0 mm. Dospělá samice tohoto druhu má tělo jasně žluté, žlutozelené nebo žlutooranžové. Jeho barva může nabývat různých odstínů v závislosti na prostředí a druhu konzumované potravy. Larva má obvykle zelenožlutou nebo oranžově hnědou barvu s dobře viditelnými řadami černých skvrn. Okraje hlavičky a těla larvy jsou hnědočerné. Stojí za zmínku, že všechny morfy zdobnatky lipové, kromě amfigonických samic (reprodukujících se pohlavně), mají křídla s tmavými žilkami.

## Biologie
Životní cyklus zdobnatky lipové se vyznačuje heterocykličností, tedy střídáním generací, typickým pro všechny mšice. Vývoj jednotlivých stádií této mšice je ukončen do jednoho roku. Proces líhnutí začíná prasknutím listových pupenů. Samice několika příštích generací porodí bezkřídlé samice prostřednictvím procesu thelytokie (druh partenogeneze). Zdobnatka lipová se živí od května do první poloviny září a vytváří početné kolonie. Zároveň hojně vylučuje medovici, která je důležitou potravou pro různý hmyz včetně včel a mnoha parazitů, ale také pro plísně rostoucí na listech pokrytých medovicí. Velkým problémem městských aglomerací je hojná sekrece medovice, protože tato lepkavá látka pokrývá karoserie aut a lavičky umístěné pod lípami. Medovice je látka, která se těžko smývá nebo čistí.

## Hostitelské rostliny
Zdobnatka lipová je monofágní rod omezený na rostliny rodu Tilia. Stejně jako ostatní druhy z čeledi Ornamentaceae jde o anholocyklickou mšici, která obývá spodní strany lípových listů. U solitérních mšic probíhá celý životní cyklus na jednom druhu hostitelské rostliny, v rámci které probíhají migrace mezi lípami.